# Língua udihe
A língua udihe (também conhecida como  udege, udekhe ou udeghe) é a língua falada  pelos udiges, habitantes das regiões dos krais de Khabarovsk e do Litoral, na Rússia. É uma das  línguas tungúsicas.

## Vocabulário
Udihe contém uma grande quantidade de palavras de raiz muito similar às da Língua nanai, que substituíram o vocabulário Udihe mais antigo:
- [banixe] (obrigado), do Nanai [banixa], em vez do Udege [usasa]
- [dœlbo] (trabalho), do Nanai [dœbo], em vez do Udege [etete]
- [daŋsa] (livro), do Nanai [daŋsa], que por sua vez foi importado do mandarim 檔子 (Pinyin: dāngzi), que significa "arquivo".

De uma forma geral, há um grande grau de assimilação mútua das duas línguas na região de Bikin. O Udihe, além disso, exerceu influência filosófica no dialeto Nanai de Bikin, incluindo monotonguização de ditongos, desnazalização de vogais nasais, eliminação da redução de vogais finais, epêntese evitando palavras terminadas em consoante, e eliminação do [w] intervocálico.

## Ortografia
O alfabeto utilizado entre 1931 e 1937 foi:
| A a | Ā ā | B в | Є є | D d | Ӡ ӡ | E e | Ē ē |
| Æ æ | F f | G g | H h | I i | Ī ī | J j | K k |
| L l | M m | N n | Ņ ņ | Ŋ ŋ | O o | Ō ō | Ө ө |
| P p | R r | S s | T t | U u | Ū ū | W w | X x |
| Y y | Z z | ’   |     |     |     |     |     |

Udege é atualmente escrito em duas versões do alfabeto cirílico, conhecidas como versões "Petersburgo" e "Khabarovsk". A versão Khabarovsk é usada com mais frequência.

## Fonologia

### Vogais
Abaixo há uma tabela com os fonemas vocálicos da língua.
|         | Anterior | Anterior | Central | Posterior |
| ------- | -------- | -------- | ------- | --------- |
| Fechada | i iː     | y yː     |         | u uː      |
| Medial  | ø øː     | ø øː     | ə əː    | o oː      |
| Aberta  | æ æː     | æ æː     | a aː    |           |

### Consoantes
Abaixo há uma tabela com os fonemas consonantais da língua.
|             |             | Bilabial | Dental | Alveolar | Palatal | Velar |
| ----------- | ----------- | -------- | ------ | -------- | ------- | ----- |
| Plosiva     | voiceless   | p        | t      |          |         | k     |
| Plosiva     | Fortis      | b        | d      |          |         | ɡ     |
| Fricativa   | Fricativa   |          | s      |          |         | x     |
| Africada    | Tenuis      |          |        | t͡s       |         |       |
| Africada    | Fortis      |          |        | d͡z~z     |         |       |
| Nasal       | Nasal       | m        | n      |          | ɲ       | ŋ     |
| Líquida     | Líquida     |          | l      |          |         |       |
| Aproximante | Aproximante | w        |        |          | j       |       |

## Amostra de texto
Abaixo há uma amostra de texto:
Minti buadifi kuti wac’a biə, ņamahi buadu-tənə əgdi. Kuti nāŋgi dīŋkini bihini. Iŋaktani soligiʒi, p’aligiʒi kədəņəņə ōi. Utəmi mōkt’oi, ōkt’oi donini utawa əuji isə.
Português
Existem poucos tigres em nossas florestas, mas em países quentes há muitos deles. O tigre é semelhante ao tamanho do urso Manchu. Sua pelagem é laranja com listras pretas. Por isso, não pode ser visto na grama e arbustos.